# Wilhelm Jordan (Geodät)

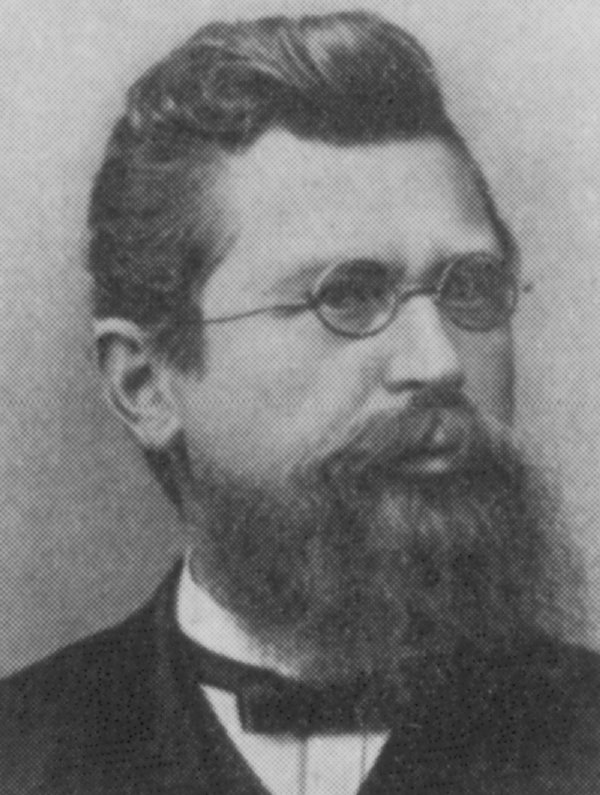
Wilhelm Jordan

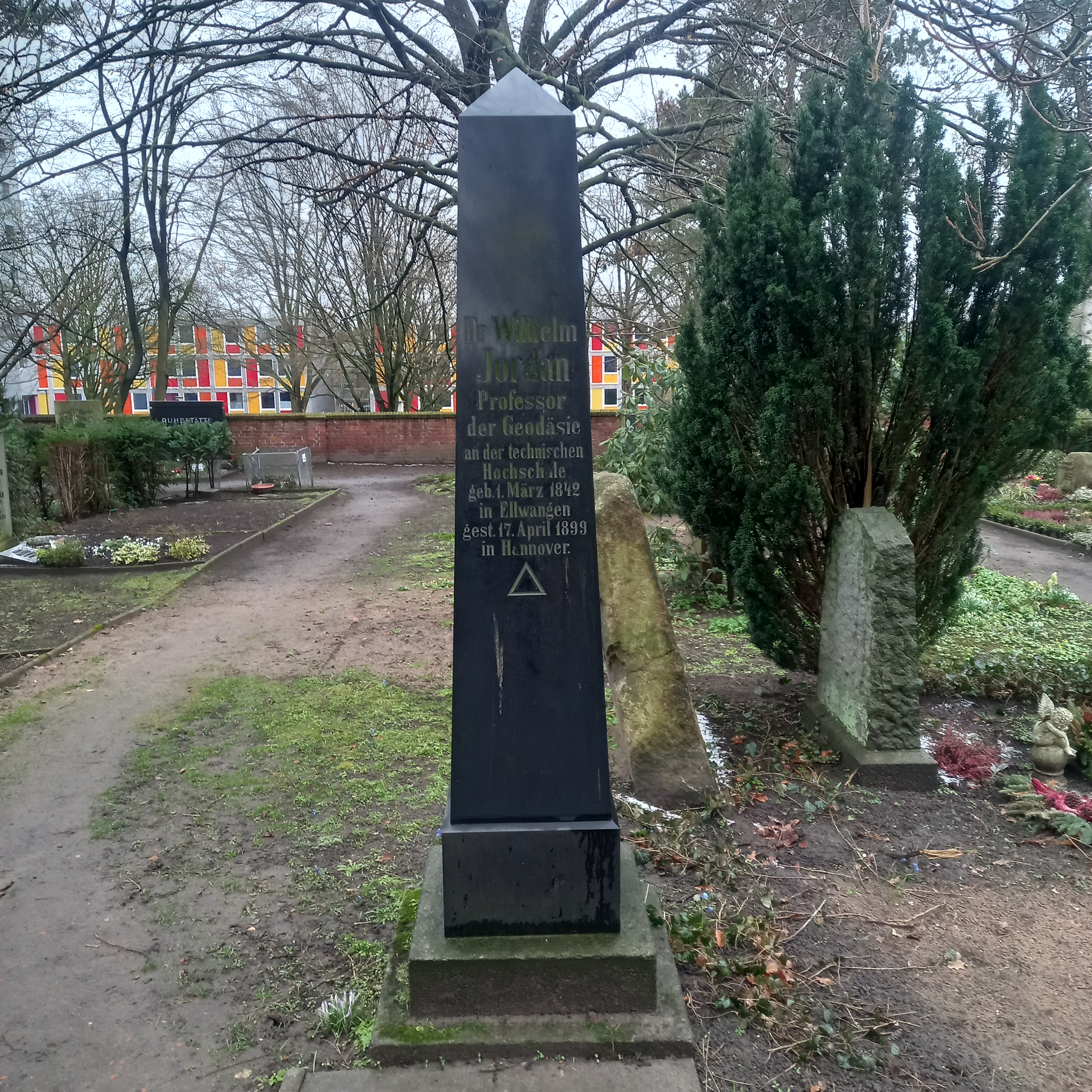
Das Grab von Wilhelm Jordan auf dem Herrenhäuser Friedhof in Hannover

Wilhelm Jordan (* 1. März 1842 in Ellwangen, Württemberg; † 17. April 1899 in Hannover) war ein bedeutender deutscher Geodät. Er gründete die Fachrichtung Vermessungswesen (heute Geodäsie und Geoinformatik) an den Universitäten Hannover sowie Karlsruhe und das mehrbändige Handbuch der Vermessungskunde. 

## Ausbildung
Geboren als Sohn des Justizrates Wilhelm Friedrich Jordan und Julie geb. Glock, verlor er seine Eltern schon mit 10 Jahren. Nach den Gymnasien in Stuttgart, Ulm und Esslingen belegte er von 1858 bis 1863 am Polytechnikum Stuttgart die Lehrgänge für Bauingenieure und Geometer (Feldmessung) sowie Rechtskunde und drei geisteswissenschaftliche Fächer und legte zwei Dienstprüfungen ab, um Repetent und Assistent am Polytechnikum Stuttgart zu werden. Seine Dissertation hatte die trigonometrische Höhenmessung und ihre Ausgleichung zum Thema.

## Professor und Wissenschaftler
Schon 1868 wurde er Professor am neu geschaffenen Lehrstuhl für Praktische Geometrie und Höhere Geodäsie des Stuttgarter Polytechnikums, heiratete Bertha Osiander, begann den Bau seines ersten Einfamilienhauses und bearbeitete im Auftrag des Königlich-Preußischen GeodätischenInstituts die rheinländische Gradmessungs-Triangulation.
1871 wurde er badischer Commissar bei der Wiener Konferenz der europäischen Gradmessung in Wien, 1873 Redakteur der Zeitschrift für Vermessungswesen und lehrte bis 1881 in Karlsruhe (bis 1881), wo 1873 sein erstes Taschenbuch der Praktischen Geometrie (1873) erschien. 1874 nahm er an der Libyenexpedition von Gerhard Rohlfs teil, von der er zahlreiche fotogrammetrische und Messtisch-Aufnahmen von Oasen mitbrachte.

## Mentor und Publizist der deutschen Geodäsie
Als führendes Mitglied des 1871 gegründeten Deutschen Geometer Vereins (heute Deutscher Verein für Vermessungswesen) war er in den 1870er-Jahren maßgeblich an der Neustrukturierung der geodätischen Ausbildung in Deutschland beteiligt. Auch die erste Ausgabe seiner weit verbreiteten Logarithmentafeln und späteren Geodätischen Hülfstafeln (insgesamt 13) dürfte in diese Zeit fallen.
1877 gründete Jordan den Kalender für Vermessungswesen und Kulturtechnik, der jährlich einen Überblick über die Welt der Vermessung brachte und auch nach seinem Tod bis 1949 regelmäßig erschien. 1880 wurde er für fünf Jahre beigeordnetes Mitglied der Kaiserlichen Normal-Eichungskommission und bearbeitete ein 200 km langes Großprojekt des badischen Präzisionsnivellements.
Ab 1881 lehrte er als Professor der Geodäsie und praktischen Geometrie an der Technischen Hochschule in Hannover, musste aber im Folgejahr wegen schwerer Depression pausieren. In den Jahren 1886 bis 1894 führte er die Triangulation der Stadtgebiete Hannover und Linden durch. In Hannover begann er auch die Arbeit an seinem Hauptwerk, das heute unter dem Titel Jordan-Eggert-Kneissl: Handbuch der Vermessungskunde bekannt ist. Nach seinem Tod wurde diese Arbeit von seinem Nachfolger in Hannover, Carl Reinhertz, fortgesetzt und von Otto Eggert auf weitere Bände erweitert. Im Jahr 1896 wurde er zum Mitglied der Leopoldina gewählt.
Wilhelm Jordans Grabmal, ein Obelisk, findet sich auf dem Herrenhäuser Friedhof.

## Gauß-Jordan-Algorithmus
Wilhelm Jordan ist, neben Carl Friedrich Gauß, Namensgeber des Gauß-Jordan-Algorithmus, der in der Literatur gelegentlich dem französischen Mathematiker Camille Jordan zugeschrieben wird. Er ist jedoch mit großer Wahrscheinlichkeit nicht der „Erfinder“ des den Gaußschen Algorithmus erweiternden Schrittes, sondern nur derjenige, der es seinem Leser- und Hörerkreis nähergebracht hat.

## Werke
- Handbuch der Vermessungskunde.
  - Erster Band. 1888; archive.org.
  - Zweiter Band. 1888; archive.org.
  - Dritter Band. 1890; archive.org.